# J. Puvilland
J. Puvilland (?-? ) fue un botánico francés.

## Honores
Miembro de
- Association horticole lyonnaise, y secretario adjunto[1]